# Hermann Wagner (Mikrobiologe)
Hermann Wagner (* 20. Mai 1941 in Freudenstadt) ist ein deutscher Mediziner, ehemaliger Ordinarius für Medizinische Mikrobiologie und Immunologie und Alt-Dekan der Medizinischen Fakultät der Technischen Universität München.

## Leben
Wagner studierte Medizin an der Eberhard-Karls-Universität Tübingen und promovierte 1967. Einen Forschungsaufenthalt in Melbourne, Australien, schloss er 1973 mit einem Ph. D. ab. Er setzte seine Forschungsarbeiten bei Paul Klein am Institut für Mikrobiologie der Johannes Gutenberg-Universität Mainz von 1973 bis 1983 fort.
1978 wurde er in Mainz habilitiert. Er folgte 1983 einem Ruf an die Universität Ulm, als Professor für Medizinische Mikrobiologie und Immunologie und Direktor des Instituts für Mikrobiologie. Er wechselte 1989  an die Technische Universität München, wo er als Leiter des Instituts für medizinische Mikrobiologie, Immunologie und Hygiene forschte und lehrte. Wagner emeritierte Ende 2008.

## Wirken
Sein Hauptarbeitsgebiet sind Mechanismen der schützenden Immunantwort gegen krankmachende Infektionen. Erst analysierte er Mechanismen der Aktivierung von T-Killer-Zellen. Er studierte dann in diesem System die Rolle von bakteriellen Superantigenen. Seit 1995 bearbeitet er die Immunbiologie von Toll-like Rezeptoren (TLRs). Er hat als einer der Ersten erkannt, dass spezielle CpG-Motiv-enthaltende bakterielle/virale DNA über TLR9 die Zellen des angeborenen Immunsystems aktiviert, während TLR7 oder TLR8 Uridin-reiche RNA erkennt.
In seiner Ulmer Zeit hat er als Sprecher den Sonderforschungsbereich (SFB) „Lymphohaemopoese“ mitgegründet und betreut. In München entwickelte er die „Infektionsimmunologie“ als einen der wissenschaftlichen Schwerpunkte seiner Fakultät. Er beteiligte sich bei der Gründung von den drei SFBs seiner Fakultät und ist seit 1999 Sprecher des SFB 456 „Zielstrukturen für selektive Tumorinterventionen“. Wagner ist einer der meistzitierten Immunologen im europäischen Raum. Nach seiner Emeritierung war er u. a. Senior Fellow des Krupp-Wissenschaftskollegs Greifswald, und Gast-Professor der Medizinischen Fakultät der Universität Marburg.
In ehrenamtlichen Funktionen war er tätig als Präsident der Deutschen Gesellschaft für Immunologie, als Dekan der Fakultät für Medizin der TU München und als Vorsitzender des wissenschaftlichen Beirats des Würzburger Interdisziplinären Zentrums für klinische Forschung (IZKF).

## Ehrungen und Auszeichnungen
Wagner ist Träger des Behring-Kitasato-Preises (1988). Er erhielt 2001 die Ehrendoktorwürde der Julius-Maximilians-Universität Würzburg. Im Jahr 2003 wurde ihm das Bundesverdienstkreuz am Bande verliehen. Die Deutsche Gesellschaft für Immunologie ernannte ihn 2005 zum Ehrenmitglied. Wager wurde 2007 als ordentliches Mitglied in die Bayerische Akademie der Wissenschaften aufgenommen. Im gleichen Jahr wurde er vom bayerischen Ministerpräsidenten mit dem Bayerischen Verdienstorden ausgezeichnet. Wagner ist seit 2008 Mitglied der Deutschen Akademie der Naturforscher Leopoldina. 2013 erhielt er ein Ehrendoktorat der Rheinischen Friedrich-Wilhelms-Universität Bonn.